# Fireflies
Fireflies is een nummer van Owl City, het synthpop-project van Adam Young. Het nummer werd in juni 2009 uitgebracht als de eerste single van het album Ocean Eyes.

## Achtergrondinformatie
Vanaf de digitale release van het nummer in juli 2009, steeg de band vanwege airplay langzaam in de Amerikaanse Billboard Hot 100. Vanaf augustus groeide de populariteit door downloads en in de editie van 8 november 2009 bereikte het nummer de eerste positie in de Verenigde Staten. Nadat het nummer in oktober in een laag tempo de top tien bereikte, steeg het van de zevende naar de eerste positie, mede door de albumrelease van Ocean Eyes.
In Nederland was Fireflies vanaf 9 november op iTunes op download verkrijgbaar. Het nummer bereikte de eerste positie in de iTunes Webstore en debuteerde op de zestiende positie in de Download Top 50. Op Radio 538 werd Fireflies verkozen tot Alarmschijf. Mede door airplay, stond de single tien weken achtereen op de eerste positie in de Nederlandse Top 40. Het nummer werd ook uitgebracht als een download in het spel Tap Tap Revenge 2.6
In de studio opname is Relient K zanger Matthew Thiessen te horen als achtergrondzanger. Hij is tevens een van de producers van het album Ocean Eyes.

## Videoclip
De door Steve Hoover geregisseerde videoclip zou oorspronkelijk op de website van MySpace in première gaan. De clip lekte echter enkele uren eerder op Dailymotion en YouTube. In de clip bevindt Young zich in een slaapkamer, die gevuld is met speelgoed. Terwijl Young op zijn keyboard (een spinetorgel van orgelbouwer Lowrey) speelt, komt het speelgoed tot leven.

## Hitnotering
| "Fireflies" in de Nederlandse Top 40 - binnen 05-12-2009 | "Fireflies" in de Nederlandse Top 40 - binnen 05-12-2009 | "Fireflies" in de Nederlandse Top 40 - binnen 05-12-2009 | "Fireflies" in de Nederlandse Top 40 - binnen 05-12-2009 | "Fireflies" in de Nederlandse Top 40 - binnen 05-12-2009 | "Fireflies" in de Nederlandse Top 40 - binnen 05-12-2009 | "Fireflies" in de Nederlandse Top 40 - binnen 05-12-2009 | "Fireflies" in de Nederlandse Top 40 - binnen 05-12-2009 | "Fireflies" in de Nederlandse Top 40 - binnen 05-12-2009 | "Fireflies" in de Nederlandse Top 40 - binnen 05-12-2009 | "Fireflies" in de Nederlandse Top 40 - binnen 05-12-2009 | "Fireflies" in de Nederlandse Top 40 - binnen 05-12-2009 | "Fireflies" in de Nederlandse Top 40 - binnen 05-12-2009 | "Fireflies" in de Nederlandse Top 40 - binnen 05-12-2009 | "Fireflies" in de Nederlandse Top 40 - binnen 05-12-2009 | "Fireflies" in de Nederlandse Top 40 - binnen 05-12-2009 | "Fireflies" in de Nederlandse Top 40 - binnen 05-12-2009 | "Fireflies" in de Nederlandse Top 40 - binnen 05-12-2009 | "Fireflies" in de Nederlandse Top 40 - binnen 05-12-2009 | "Fireflies" in de Nederlandse Top 40 - binnen 05-12-2009 | "Fireflies" in de Nederlandse Top 40 - binnen 05-12-2009 | "Fireflies" in de Nederlandse Top 40 - binnen 05-12-2009 |
| Week                                                     | 1                                                        | 2                                                        | 3                                                        | 4                                                        | 5                                                        | 6                                                        | 7                                                        | 8                                                        | 9                                                        | 10                                                       | 11                                                       | 12                                                       | 13                                                       | 14                                                       | 15                                                       | 16                                                       | 17                                                       | 18                                                       | 19                                                       | 20                                                       |                                                          |
| -------------------------------------------------------- | -------------------------------------------------------- | -------------------------------------------------------- | -------------------------------------------------------- | -------------------------------------------------------- | -------------------------------------------------------- | -------------------------------------------------------- | -------------------------------------------------------- | -------------------------------------------------------- | -------------------------------------------------------- | -------------------------------------------------------- | -------------------------------------------------------- | -------------------------------------------------------- | -------------------------------------------------------- | -------------------------------------------------------- | -------------------------------------------------------- | -------------------------------------------------------- | -------------------------------------------------------- | -------------------------------------------------------- | -------------------------------------------------------- | -------------------------------------------------------- | -------------------------------------------------------- |
| Nummer                                                   | 14                                                       | 2                                                        | 2                                                        | 1                                                        | 1                                                        | 1                                                        | 1                                                        | 1                                                        | 1                                                        | 1                                                        | 1                                                        | 1                                                        | 1                                                        | 5                                                        | 5                                                        | 8                                                        | 11                                                       | 21                                                       | 30                                                       | 40                                                       | uit                                                      |

| "Fireflies" in de Nederlandse Single Top 100 - binnen: 28-11-2009 | "Fireflies" in de Nederlandse Single Top 100 - binnen: 28-11-2009 | "Fireflies" in de Nederlandse Single Top 100 - binnen: 28-11-2009 | "Fireflies" in de Nederlandse Single Top 100 - binnen: 28-11-2009 | "Fireflies" in de Nederlandse Single Top 100 - binnen: 28-11-2009 | "Fireflies" in de Nederlandse Single Top 100 - binnen: 28-11-2009 | "Fireflies" in de Nederlandse Single Top 100 - binnen: 28-11-2009 | "Fireflies" in de Nederlandse Single Top 100 - binnen: 28-11-2009 | "Fireflies" in de Nederlandse Single Top 100 - binnen: 28-11-2009 | "Fireflies" in de Nederlandse Single Top 100 - binnen: 28-11-2009 | "Fireflies" in de Nederlandse Single Top 100 - binnen: 28-11-2009 | "Fireflies" in de Nederlandse Single Top 100 - binnen: 28-11-2009 | "Fireflies" in de Nederlandse Single Top 100 - binnen: 28-11-2009 | "Fireflies" in de Nederlandse Single Top 100 - binnen: 28-11-2009 | "Fireflies" in de Nederlandse Single Top 100 - binnen: 28-11-2009 | "Fireflies" in de Nederlandse Single Top 100 - binnen: 28-11-2009 | "Fireflies" in de Nederlandse Single Top 100 - binnen: 28-11-2009 | "Fireflies" in de Nederlandse Single Top 100 - binnen: 28-11-2009 | "Fireflies" in de Nederlandse Single Top 100 - binnen: 28-11-2009 | "Fireflies" in de Nederlandse Single Top 100 - binnen: 28-11-2009 | "Fireflies" in de Nederlandse Single Top 100 - binnen: 28-11-2009 | "Fireflies" in de Nederlandse Single Top 100 - binnen: 28-11-2009 | "Fireflies" in de Nederlandse Single Top 100 - binnen: 28-11-2009 | "Fireflies" in de Nederlandse Single Top 100 - binnen: 28-11-2009 | "Fireflies" in de Nederlandse Single Top 100 - binnen: 28-11-2009 | "Fireflies" in de Nederlandse Single Top 100 - binnen: 28-11-2009 | "Fireflies" in de Nederlandse Single Top 100 - binnen: 28-11-2009 | "Fireflies" in de Nederlandse Single Top 100 - binnen: 28-11-2009 | "Fireflies" in de Nederlandse Single Top 100 - binnen: 28-11-2009 | "Fireflies" in de Nederlandse Single Top 100 - binnen: 28-11-2009 | "Fireflies" in de Nederlandse Single Top 100 - binnen: 28-11-2009 |
| Week                                                              | 1                                                                 | 2                                                                 | 3                                                                 | 4                                                                 | 5                                                                 | 6                                                                 | 7                                                                 | 8                                                                 | 9                                                                 | 10                                                                | 11                                                                | 12                                                                | 13                                                                | 14                                                                | 15                                                                | 16                                                                | 17                                                                | 18                                                                | 19                                                                | 20                                                                | 21                                                                | 22                                                                | 23                                                                | 24                                                                | 25                                                                | 26                                                                | 27                                                                | 28                                                                | 29                                                                |                                                                   |
| ----------------------------------------------------------------- | ----------------------------------------------------------------- | ----------------------------------------------------------------- | ----------------------------------------------------------------- | ----------------------------------------------------------------- | ----------------------------------------------------------------- | ----------------------------------------------------------------- | ----------------------------------------------------------------- | ----------------------------------------------------------------- | ----------------------------------------------------------------- | ----------------------------------------------------------------- | ----------------------------------------------------------------- | ----------------------------------------------------------------- | ----------------------------------------------------------------- | ----------------------------------------------------------------- | ----------------------------------------------------------------- | ----------------------------------------------------------------- | ----------------------------------------------------------------- | ----------------------------------------------------------------- | ----------------------------------------------------------------- | ----------------------------------------------------------------- | ----------------------------------------------------------------- | ----------------------------------------------------------------- | ----------------------------------------------------------------- | ----------------------------------------------------------------- | ----------------------------------------------------------------- | ----------------------------------------------------------------- | ----------------------------------------------------------------- | ----------------------------------------------------------------- | ----------------------------------------------------------------- | ----------------------------------------------------------------- |
| Nummer                                                            | 21                                                                | 4                                                                 | 5                                                                 | 6                                                                 | 4                                                                 | 5                                                                 | 3                                                                 | 5                                                                 | 5                                                                 | 6                                                                 | 6                                                                 | 7                                                                 | 9                                                                 | 7                                                                 | 21                                                                | 20                                                                | 26                                                                | 28                                                                | 39                                                                | 46                                                                | 47                                                                | 46                                                                | 43                                                                | 38                                                                | 68                                                                | 67                                                                | 60                                                                | 54                                                                | 70                                                                | uit                                                               |

| "Fireflies" in de 3FM Mega Top 50 - binnen 28-11-2009 | "Fireflies" in de 3FM Mega Top 50 - binnen 28-11-2009 | "Fireflies" in de 3FM Mega Top 50 - binnen 28-11-2009 | "Fireflies" in de 3FM Mega Top 50 - binnen 28-11-2009 | "Fireflies" in de 3FM Mega Top 50 - binnen 28-11-2009 | "Fireflies" in de 3FM Mega Top 50 - binnen 28-11-2009 | "Fireflies" in de 3FM Mega Top 50 - binnen 28-11-2009 | "Fireflies" in de 3FM Mega Top 50 - binnen 28-11-2009 | "Fireflies" in de 3FM Mega Top 50 - binnen 28-11-2009 | "Fireflies" in de 3FM Mega Top 50 - binnen 28-11-2009 | "Fireflies" in de 3FM Mega Top 50 - binnen 28-11-2009 | "Fireflies" in de 3FM Mega Top 50 - binnen 28-11-2009 | "Fireflies" in de 3FM Mega Top 50 - binnen 28-11-2009 | "Fireflies" in de 3FM Mega Top 50 - binnen 28-11-2009 | "Fireflies" in de 3FM Mega Top 50 - binnen 28-11-2009 | "Fireflies" in de 3FM Mega Top 50 - binnen 28-11-2009 | "Fireflies" in de 3FM Mega Top 50 - binnen 28-11-2009 | "Fireflies" in de 3FM Mega Top 50 - binnen 28-11-2009 | "Fireflies" in de 3FM Mega Top 50 - binnen 28-11-2009 | "Fireflies" in de 3FM Mega Top 50 - binnen 28-11-2009 | "Fireflies" in de 3FM Mega Top 50 - binnen 28-11-2009 | "Fireflies" in de 3FM Mega Top 50 - binnen 28-11-2009 | "Fireflies" in de 3FM Mega Top 50 - binnen 28-11-2009 | "Fireflies" in de 3FM Mega Top 50 - binnen 28-11-2009 |
| Week                                                  | 1                                                     | 2                                                     | 3                                                     | 4                                                     | 5                                                     | 6                                                     | 7                                                     | 8                                                     | 9                                                     | 10                                                    | 11                                                    | 12                                                    | 13                                                    | 14                                                    | 15                                                    | 16                                                    | 17                                                    | 18                                                    | 19                                                    | 20                                                    | 21                                                    | 22                                                    |                                                       |
| ----------------------------------------------------- | ----------------------------------------------------- | ----------------------------------------------------- | ----------------------------------------------------- | ----------------------------------------------------- | ----------------------------------------------------- | ----------------------------------------------------- | ----------------------------------------------------- | ----------------------------------------------------- | ----------------------------------------------------- | ----------------------------------------------------- | ----------------------------------------------------- | ----------------------------------------------------- | ----------------------------------------------------- | ----------------------------------------------------- | ----------------------------------------------------- | ----------------------------------------------------- | ----------------------------------------------------- | ----------------------------------------------------- | ----------------------------------------------------- | ----------------------------------------------------- | ----------------------------------------------------- | ----------------------------------------------------- | ----------------------------------------------------- |
| Nummer                                                | 15                                                    | 1                                                     | 1                                                     | 3                                                     | 3                                                     | 1                                                     | 3                                                     | 3                                                     | 3                                                     | 4                                                     | 8                                                     | 9                                                     | 10                                                    | 16                                                    | 19                                                    | 21                                                    | 25                                                    | 34                                                    | 41                                                    | 44                                                    | 45                                                    | 50                                                    | uit                                                   |

| "Fireflies" in de Vlaamse Ultratop 50 - binnen: 05-12-2009 | "Fireflies" in de Vlaamse Ultratop 50 - binnen: 05-12-2009 | "Fireflies" in de Vlaamse Ultratop 50 - binnen: 05-12-2009 | "Fireflies" in de Vlaamse Ultratop 50 - binnen: 05-12-2009 | "Fireflies" in de Vlaamse Ultratop 50 - binnen: 05-12-2009 | "Fireflies" in de Vlaamse Ultratop 50 - binnen: 05-12-2009 | "Fireflies" in de Vlaamse Ultratop 50 - binnen: 05-12-2009 | "Fireflies" in de Vlaamse Ultratop 50 - binnen: 05-12-2009 | "Fireflies" in de Vlaamse Ultratop 50 - binnen: 05-12-2009 | "Fireflies" in de Vlaamse Ultratop 50 - binnen: 05-12-2009 | "Fireflies" in de Vlaamse Ultratop 50 - binnen: 05-12-2009 | "Fireflies" in de Vlaamse Ultratop 50 - binnen: 05-12-2009 | "Fireflies" in de Vlaamse Ultratop 50 - binnen: 05-12-2009 | "Fireflies" in de Vlaamse Ultratop 50 - binnen: 05-12-2009 | "Fireflies" in de Vlaamse Ultratop 50 - binnen: 05-12-2009 | "Fireflies" in de Vlaamse Ultratop 50 - binnen: 05-12-2009 | "Fireflies" in de Vlaamse Ultratop 50 - binnen: 05-12-2009 | "Fireflies" in de Vlaamse Ultratop 50 - binnen: 05-12-2009 | "Fireflies" in de Vlaamse Ultratop 50 - binnen: 05-12-2009 | "Fireflies" in de Vlaamse Ultratop 50 - binnen: 05-12-2009 | "Fireflies" in de Vlaamse Ultratop 50 - binnen: 05-12-2009 | "Fireflies" in de Vlaamse Ultratop 50 - binnen: 05-12-2009 | "Fireflies" in de Vlaamse Ultratop 50 - binnen: 05-12-2009 | "Fireflies" in de Vlaamse Ultratop 50 - binnen: 05-12-2009 | "Fireflies" in de Vlaamse Ultratop 50 - binnen: 05-12-2009 | "Fireflies" in de Vlaamse Ultratop 50 - binnen: 05-12-2009 |
| Week                                                       | 1                                                          | 2                                                          | 3                                                          | 4                                                          | 5                                                          | 6                                                          | 7                                                          | 8                                                          | 9                                                          | 10                                                         | 11                                                         | 12                                                         | 13                                                         | 14                                                         | 15                                                         | 16                                                         | 17                                                         | 18                                                         | 19                                                         | 20                                                         | 21                                                         | 22                                                         | 23                                                         | 24                                                         |                                                            |
| ---------------------------------------------------------- | ---------------------------------------------------------- | ---------------------------------------------------------- | ---------------------------------------------------------- | ---------------------------------------------------------- | ---------------------------------------------------------- | ---------------------------------------------------------- | ---------------------------------------------------------- | ---------------------------------------------------------- | ---------------------------------------------------------- | ---------------------------------------------------------- | ---------------------------------------------------------- | ---------------------------------------------------------- | ---------------------------------------------------------- | ---------------------------------------------------------- | ---------------------------------------------------------- | ---------------------------------------------------------- | ---------------------------------------------------------- | ---------------------------------------------------------- | ---------------------------------------------------------- | ---------------------------------------------------------- | ---------------------------------------------------------- | ---------------------------------------------------------- | ---------------------------------------------------------- | ---------------------------------------------------------- | ---------------------------------------------------------- |
| Nummer                                                     | 32                                                         | 20                                                         | 14                                                         | 7                                                          | 4                                                          | 3                                                          | 2                                                          | 2                                                          | 2                                                          | 3                                                          | 4                                                          | 4                                                          | 5                                                          | 4                                                          | 5                                                          | 9                                                          | 15                                                         | 18                                                         | 12                                                         | 14                                                         | 28                                                         | 33                                                         | 32                                                         | 43                                                         | uit                                                        |

### NPO Radio 2 Top 2000
| Nummer met noteringen in de NPO Radio 2 Top 2000 | '10 | '11 | '12 | '13  | '14  | '15  | '16  | '17  | '18  | '19  | '20  | '21  | '22  | '23  | '24  |
| ------------------------------------------------ | --- | --- | --- | ---- | ---- | ---- | ---- | ---- | ---- | ---- | ---- | ---- | ---- | ---- | ---- |
| Fireflies                                        | 471 | 924 | 971 | 1001 | 1184 | 1018 | 1293 | 1245 | 1284 | 1416 | 1471 | 1464 | 1478 | 1577 | 1539 |

1. ↑  Een vetgedrukt getal geeft de hoogste notering aan.
2. ↑  2010 was het eerste jaar met een notering voor dit nummer.